# 卡尔乔
卡尔乔（義大利語：Calcio），是意大利贝加莫省的一个市镇。总面积15.75平方公里，人口5329人，人口密度338.3人/平方公里（2009年）。国家统计（ISTAT）代码为016044。